# Karin Villen Baum
Karin Villen Baum foi eleita Miss São Paulo em março de 1987 dentro de um quadro do Programa Sílvio Santos, exibido pelo SBT. No Miss Brasil 1987, exibido pela mesma emissora, terminou em quinto lugar na contagem final de pontos. O jejum paulista de títulos nacionais só seria quebrado em 1991, por Patrícia Godói.
No concurso estadual, Karin representou o bairro de São Miguel Paulista, reduto de retirantes nordestinos.
Ainda no SBT, Karin chegou a fazer parte do elenco do humorístico Veja o Gordo, que Jô Soares comandou entre 1988 e 1989. Chegou a posar nua para a revista Playboy na edição de setembro de 1988, em um ensaio interno sem destaque (a capa era a ex-paquita Andréa Veiga).